# Берендеево (станция)
Беренде́ево — узловая железнодорожная станция Ярославского региона Северной железной дороги, расположенная в посёлке Берендеево Переславского района Ярославской области.
Основана в 1870 году. В 1956 году открыто грузовое ответвление до станции Переславль, по которому с 2020 года запущены туристические поезда.
В 300 метрах от станции располагается автобусная остановка «Станция Берендеево», на которой останавливаются автобусные маршруты №№ 102, 102с, курсирующие до автовокзала Переславля-Залесского.

## В кинематографе
На станции в 1997 году снимался российский художественный фильм «Полицейские и воры».

## Железнодорожное сообщение

### Пригородные поезда
| № поезда | Маршрут движения                   |
| -------- | ---------------------------------- |
| 6001     | Ярославль-Главный — Александров-1  |
| 6003     | Ярославль-Главный — Александров-1  |
| 6004     | Александров-1— Ярославль-Главный   |
| 6007     | Ростов-Ярославский — Александров-1 |
| 6008     | Александров-1 — Ярославль (депо)   |
| 6009     | Ярославль-Главный — Александров-1  |
| 6012     | Александров-1 — Ярославль-Главный  |

### Поезда дальнего следования
| № поезда | Маршрут движения   | № поезда | Маршрут движения   |
| -------- | ------------------ | -------- | ------------------ |
| 101Я     | Ярославль — Москва | 102Я     | Москва — Ярославль |
| 103Я     | Ярославль — Москва | 104Я     | Москва — Ярославль |
| 105Я     | Ярославль — Москва | 106Я     | Москва — Ярославль |